# 永井純一郎
永井 純一郎（ながい じゅんいちろう、1907年（明治40年）12月1日 - 2003年（平成15年）9月29日）は、昭和期の官僚、政治家。参議院議員（1期）。

## 経歴
宮崎県宮崎郡田野村（田野町を経て現宮崎市）で、永井三郎の長男として生まれた。1931年（昭和6年）中央大学法科を卒業し、同年、農林省に入省した。
同省では、畜産局、山林局、蚕糸局、経済更生部、総務局で勤務。和歌山県庁に転じ、食料課長、農務課長、人事課長を経て、総務部長、食料部長、農林部長を歴任した。
1950年（昭和25年）6月の第2回参議院議員通常選挙に和歌山県選挙区から無所属で出馬して当選し、参議院議員を1期務めた。この間、日本社会党に入党し、同党政策審議会副会長、日本農民組合和歌山県連顧問などを務めた。その後、1956年（昭和31年）7月の第4回通常選挙に立候補したが落選し、また、1960年（昭和35年）11月の第29回衆議院議員総選挙で旧宮崎1区から民主社会党公認で立候補したが落選した。
1978年（昭和53年）春の叙勲で勲三等旭日中綬章受章。
2003年（平成15年）9月29日死去、95歳。死没日をもって従七位から正五位に叙される。